# 阿尔贝特·卡西米尔
萨克森的阿尔贝特·卡西米尔·奥古斯特·伊格纳茨·皮乌斯·弗朗茨·克萨韦尔（德语：Albert Kasimir August Ignaz Pius Franz Xaver von Sachsen，1738年7月11日—1822年2月10日），泰申公爵（Herzog von Teschen），是一位来自韦廷家族的德国王子，嫁给了哈布斯堡皇室。他以艺术收藏家的身份闻名于世，并在维也纳创立了阿尔贝蒂娜博物馆，世界上最大、最好的早期大师版画和素描收藏之一。